# Caristicario
Tenían el nombre de caristicarios entre los griegos algunos eclesiásticos o seglares ricos a los que los emperadores y patriarcas daban en encomienda los monasterios y hospitales pobres arruinados a fin de que los reedificasen y restableciesen.
Con el tiempo, abusaron de esta confianza aprovechándose de las rentas de aquellos y acabando de destruir muchos de los mismos. En un Concilio celebrado en Constantinopla en el año 1027 se tomaron varias providencias contra los caristicarios. 